# Mixe

Regió Mixe a Oaxaca, Mèxic.

El mixe (IPA: ['mi.xe]) és una llengua que pertany al grup mixe de la família lingüística mixezoque. És parlat per 115.824 persones, concentrades sobretot en el Districte Mixe, al nord de l'estat mexicà d'Oaxaca.

## Varietats
Algunes de les seves varietats, parlades en el sud-est de l'estat de Veracruz, són anomedades popoluca, terme que agrupa un conjunt de llengües amb diferents graus de proximitat al mixe, o bé al zoque. Aquest article descriu les varietats mixes de l'estat d'Oaxaca. Els parlants de mixe anomenen a la seva pròpia llengua ayüük, ayuuk o ayuujk. Aquest idioma té tres varietats dialectals (tres dialectes):
- Mixe de la Sierra: es tracta de la varietat parlada en els poblats serrans de la Sierra de Juárez, com mixe de Totontepec, mixe de Tlahuitoltepec, Ayutla, Chinantequilla i Tamazulapan.
- Mixe de Juquila: es parla a Juquila i a Zacatepec.
- Mixe de Guichicovi: es parla a San Juan Guichicovi.

Wichmann per la seva banda els va dividir en els dialectes:
Mixe d'Oaxaca
- Mixe de les Terres Altes del Nord (Totontepec)
- Mixe de les Terres Altes del Sud
  - Nucli (Tlahuitoltepec, Ayutla, Tamazulapan)
  - Franja (Tepuxtepec, Tepantlali, Mixistlán)
- mixe de les Terres Mitjanes
  - mixe de les Terres Mitjanes del Nord (Jaltepec, Puxmetacan, Matamoros, Cotzocón)
  - mixe de les Terres Mitjanes del Sud (Juquila, Cacalotepec)
- mixe de les Terres Baixes (Camotlán, San José El Paraíso / Coatlán, Mazatlán, Guichicovi)

## Fonologia del mixe
La fonologia mixe és complexa i no es troba molt bé documentada en l'actualitat. Alguns trets tipològicament poc freqüents d'aquesta llengua inclouen sèries palatalitzades de totes les consonants fonèmiques i possiblement una distinció fortis/lenis en la sèrie de les consonants oclusives, el reconeixement lingüístic de la qual es complica a causa de la tendència a la sonorització al·lofònica de les consonants en contexts sonors. Moltes descripcions del mixe registren tres vocals llargues contrastants. El nucli sil·làbic és notablement complex en el mixe, ja que a més de les vocals allargades, pot presentar dos tipus de glotalització i aspiració.
Algunes varietats del mixe són innovadores en el que refereix al repertori vocàlic, i algunes -especialment el mixe del nord de la Sierra-- posseeixen complicats sistemes de metafonia vocàlica que afecten les qualitats de les vocals en certs contextos fonològics.
- Mjaapy jëte'n uk nukoo xtamë'ati'itsy amëxän.
- Yiktsoo'ntä'äk Ayukjaaky jëts n'ëkyikwënkaxë'ëjkënt.

## Gramàtica

### Categories

#### Substantiu
Els substantius no solen ser afectats per les inflexions gramaticals. Només els substantius que designen l'activitat humana són afectats en la seva forma plural. En contrast, són molt comuns els substantius compostos, i un ampli repertori de derivacions morfològiques permeten la creació de nous substantius a partir de verbs o altres substantius.

#### Verb
El verb en mixe és complex, i posseeix inflexions per a moltes categories i presenta a més variades derivacions morfològiques. Estableix una distinció bàsica entre verbs d'oracions dependents i independents. Per a això, els tipus de verbs requereixen conjunts d'afixos diferents. L'alineació morfosintàctica del mixe és ergativa i també posseeix un sistema obviatiu, que serveix per distingir entre verbs participants en referència al seu sistema directe/invers. Mentre que es tracta bàsicament d'una polisintètica i aglutinant, el mixe assenyala en l'enunciació tant a l'objecte com al subjecte del verb. El mixe mostra una àmplia varietat de possibilitats per a la incorporació de substantius.

### Sintaxi
El mixe és una llengua del tipus subjecte-objecte-verb amb preposicions i genitius abans del nucli del subjecte (el substantiu principal) i frases relatives després del nucli.